# العقيرة (ذي السفال)

تعديل مصدري - تعديل

العقيرة هي إحدى قرى عزلة شوائط بمديرية ذي السفال التابعة لمحافظة إب، بلغ تعداد سكانها 338 نسمة حسب تعداد اليمن لعام 2004.